# 欧布里迪埃诺
欧布里迪埃诺（法語：Aubry-du-Hainaut，法語發音：[obʁi dy ɛno]，意为“埃诺的欧布里”）是法国上法兰西大区北部省的一个市镇，属于瓦朗谢讷区。

## 地理
欧布里迪埃诺（50°22'12"N, 3°27'39"E）面积4.32 平方千米，位于法国上法蘭西大區北部省，该省份为法国最北部的省份及最长的省份，西北濒北海，西接加来海峡省，南至埃纳省和索姆省，东与比利时接壤。
与欧布里迪埃诺接壤的市镇（或旧市镇、城区）包括：赖姆、拉桑蒂内勒、埃兰、珀蒂特福雷、贝兰。
欧布里迪埃诺的时区为UTC+01:00、UTC+02:00（夏令时）。

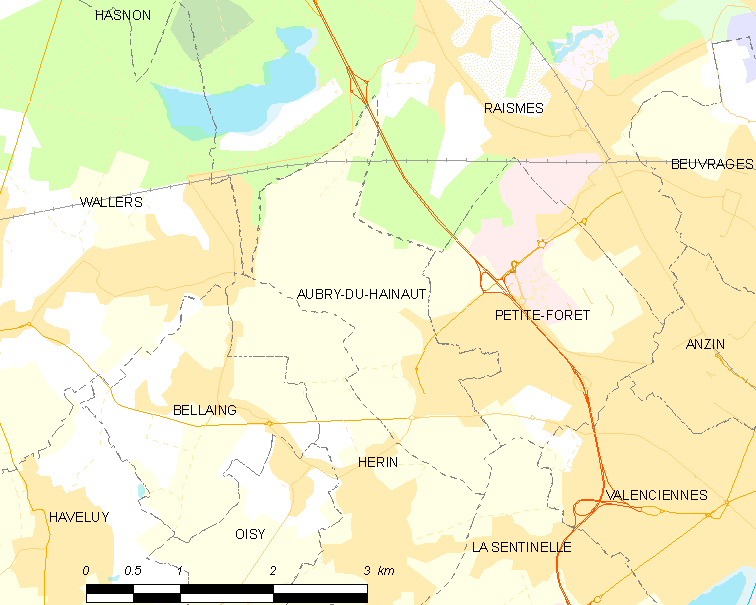
欧布里迪埃诺的OSM定位图

## 行政
欧布里迪埃诺的邮政编码为59494，INSEE市镇编码为59027。

## 政治
欧布里迪埃诺所属的省级选区为欧努瓦莱瓦朗谢讷县。

## 人口

1962-2008年间欧布里迪埃诺人口变化图示

欧布里迪埃诺于2022年1月1日时的人口数量为1715人。